# Road March
Road March är den titel som ges till den låt som spelas mest under karnevalen på Trinidad. Begreppet används även vid karnevaler på andra platser i Västindien. Titeln Road March är en av de mest prestigefyllda vid karnevalen. 
De artister som har vunnit flest Road March-titlar är Lord Kitchener med tio, följd av Mighty Sparrow och Super Blue/Blue Boy med åtta var. 
| År         | Artist                             | Låt                              |
| ---------- | ---------------------------------- | -------------------------------- |
| 1932       | King Radio                         | Tiger Tom Play Tiger Cat         |
| 1933       | King Radio                         | Wash Pan Wash                    |
| 1934       | Dougla                             | After Johnny Drink Me Rum        |
| 1935       | Lion                               | Dingolay Oy                      |
| 1936       | Lion                               | Advantage Could Never Done       |
| 1937       | Lion                               | Netty Netty                      |
| 1938       | Lion                               | No Norah Darling                 |
| 1939       | King Radio                         | Mathilda                         |
| 1940       | Beginner                           | Run Yuh Run                      |
| 1941       | Lion                               | Whoopsin Whoopsin                |
| 1942       | World War II                       | No Carnival                      |
| 1943       | World War II                       | No Carnival                      |
| 1944       | World War II                       | No Carnival                      |
| 1945       | World War II                       | No Carnival                      |
| 1946       | No Competition                     | No Carnival                      |
| 1947       | Pharoah                            | King Pharoah                     |
| 1948       | Melody                             | Canaan Barrow                    |
| 1949       | Wonder                             | Ramgoat Baptism                  |
| 1950       | Killer                             | In a Calabash                    |
| 1951       | Terror                             | Tiny Davis                       |
| 1952       | Spit Fire                          | Post Post                        |
| 1953       | Spit Fire                          | Bow Wow Wow                      |
| 1954       | Blakie                             | [Steel Band] Clash               |
| 1955       | Happy Wonderer                     | North American Ballad            |
| 1956       | Sparrow                            | Jean and Dinah                   |
| 1957       | Valerie                            | North American Ballad            |
| 1958       | Sparrow                            | Pay As You Earn                  |
| 1959       | Caruso                             | Run the Gunslingers              |
| 1960       | Sparrow                            | Mae Mae                          |
| 1961       | Sparrow                            | Royal Gaol                       |
| 1962       | Blakie                             | Maria                            |
| 1963       | Kitchener                          | The Road                         |
| 1964       | Kitchener                          | This is Mas                      |
| 1965       | Kitchener                          | My Pussin                        |
| 1966       | Sparrow                            | Obeah Wedding                    |
| 1967       | Kitchener                          | Sixty Seven                      |
| 1968       | Kitchener                          | Miss Tourist                     |
| 1969       | Sparrow                            | Sa Ya Ya                         |
| 1970       | Kitchener                          | Margie                           |
| 1971       | Kitchener                          | Madison Square Garden            |
| 1972       | Sparrow                            | Drunk and Disorderly             |
| 1973       | Kitchener                          | Rainorama                        |
| 1974       | Shadow                             | Bass Man                         |
| 1975       | Kitchener                          | Tribute to Winston Spree         |
| 1976       | Kitchener                          | Flag Woman                       |
| 1977       | Calypso Rose                       | Tempo                            |
| 1978       | Calypso Rose                       | Soca Jam                         |
| 1979       | Poser                              | A Tell She (Smoke Ah Watty)      |
| 1980       | Blue Boy                           | Soca Baptist                     |
| 1981       | Blue Boy                           | Ethel                            |
| 1982       | Penguin                            | Deputy                           |
| 1983       | Blue Boy                           | Rebecca                          |
| 1984       | Sparrow                            | Doh Back Back                    |
| 1985       | Crazy                              | Soucoyant                        |
| 1986       | David Rudder                       | Bahia Girl                       |
| 1987       | Mighty Duke                        | Thunder                          |
| 1988       | Tambu                              | This Party Is It                 |
| 1989       | Tambu                              | Free Up                          |
| 1990       | Tambu                              | We Ain't Going Home              |
| 1991       | Super Blue                         | Get Something and Wave           |
| 1992       | Super Blue                         | Jab Jab                          |
| 1993       | Super Blue                         | Bacchanal Time                   |
| 1994       | Preacher                           | Jump and Wave                    |
| 1995       | Super Blue                         | Signal to Lara                   |
| 1996       | Nigel Lewis                        | Movin'                           |
| 1997       | Machel Montano                     | Big Truck                        |
| 1998       | Wayne Rodriguez                    | Footsteps                        |
| 1999       | Sanelle Dempster                   | River                            |
| 2000 (TIE) | Super Blue Iwer George             | Pump Up Carnival Come Back Again |
| 2001       | Shadow                             | Stranger                         |
| 2002       | Naya George                        | Trinidad                         |
| 2003       | Faye Anne Lyons                    | Display                          |
| 2004       | Shurwayne Winchester               | De Band Comin'                   |
| 2005       | Shurwayne Winchester               | Dead or Alive                    |
| 2006       | Machel Montano and Patrice Roberts | Band of D' Year                  |
| 2007       | Machel Montano                     | Jumbie                           |